# Michael Schratz

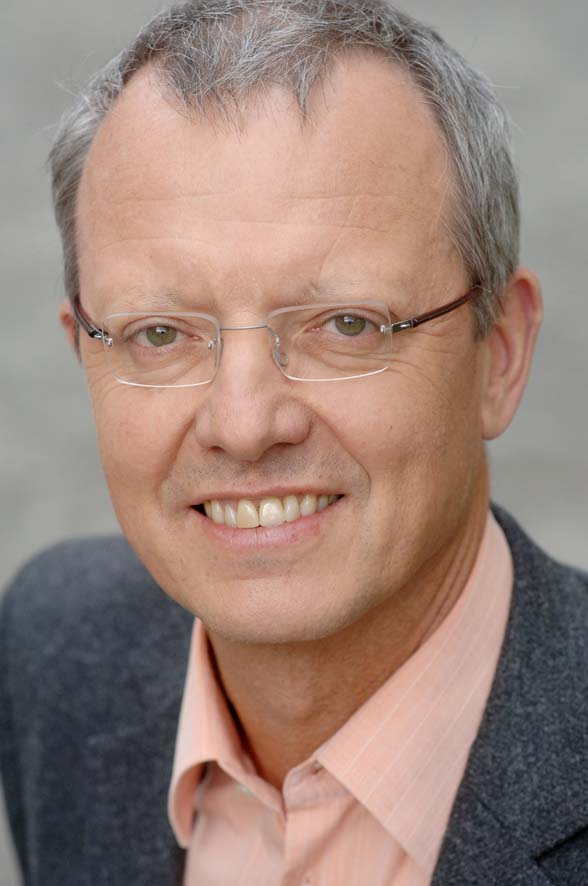
Michael Schratz (2007)

Michael Schratz (* 25. Jänner 1952 in Graz) ist ein österreichischer Erziehungswissenschaftler, Schulpädagoge und Professor an der Leopold-Franzens-Universität Innsbruck.

## Lebenslauf
Nach dem Studium der Anglistik/Amerikanistik und Leibeserziehung für das Lehramt an Gymnasien (1976) sowie Hauptschulen (1979) erwarb Schratz das Doktorat in Erziehungswissenschaften und Psychologie (1979). Als Wissenschaftlicher Assistent am Institut für Erziehungswissenschaft der Leopold-Franzens-Universität Innsbruck habilitierte er sich (Allgemeine und Spezielle Didaktik) 1984. Nach längeren Auslandsaufenthalten (Bristol/GB, Hannover/D, San Diego/USA, Geelong/AUS) und Gastprofessuren (Klagenfurt, Schlaining) wurde er zum Universitätsprofessor für Schulpädagogik am Institut für Lehrer/innenbildung und Schulforschung der Universität Innsbruck berufen. Das Institut leitete er, bis er 2008 zum Dekan der Fakultät für Bildungswissenschaften ernannt wurde.
Seine Forschungsgebiete sind Schul- und Lernforschung, vor allem Konzeptionen zur Professionalisierung von Führungspersonen im Bildungsbereich und zur Entwicklung von Schule und Unterricht. Er befasst sich mit der Qualitätsentwicklung von Bildungssystemen sowie der Reform von Lehrer/innenbildung. Ein Schwerpunkt seiner Forschungsinteresses liegt in der „lernseitigen“ Orientierung von Unterricht (Leadership for Learning). Schratz ist Gründungsmitherausgeber mehrerer Fachzeitschriften (Journal für Schulentwicklung, Lernende Schule, Journal für LehrerInnenbildung).
Im Jahr 2011 wurde ihm der Titel Professor honoris causa von der Universität Bukarest verliehen.

## Arbeitsschwerpunkte / Projekte
- Wissenschaftliche Leitung der "Leadership Academy", einer österreichweiten Initiative des Bundesministeriums für Unterricht, Kunst und Kultur zur Systementwicklung im Bildungswesen (gem. m. W. Schley).
- Vertreter der Europäischen Kommission in der Teacher Working Group bei der Europäischen Union.
- Österreichischer Vertreter im "European Network for Teacher Education Policies (ENTEP)".
- Projektleiter des Forschungsprojekts Personale Bildungsprozesse in heterogenen Gruppen des Fonds zur Förderung der wissenschaftlichen  Forschung (FWF).
- Mitglied der Jury des Deutschen Schulpreises der Robert Bosch Stiftung, der Heidehof Stiftung, des Stern und ZDF, seit 2010 deren Sprecher.
- Entwicklungsbegleitung des Schulreformmodells Neue Mittelschule zur Neugestaltung der Sekundarstufe I in Österreich (gem. m. W. Schley).
- Leitung der österreichischen Teilstudie von „Educational Policy Cultures in Parliamentary Systems“
- Nationaler Projektleiter der zentraleuropäischen Bildungskooperation im LLL-Projekt der EU International Cooperation for School Leadership (ICSL) mit der Tempus Public Foundation in Budapest.

## Auszeichnungen
- 2017: Österreichisches Ehrenkreuz für Wissenschaft und Kunst I. Klasse[3]

## Veröffentlichungen (Auswahl)
- M. Gregorzewski, M. Ammann, M. Schratz (2019). A Phenomenologically based Approach towards Organizational Learning – Anecdotes in School Leadership Research, in: M. Schratz, H. Cervinkova, G. Halász, M. Pol und L. Tinoca (Hrsg.), European Doctorate in Teacher Education – Researching Policy and Practice (Seiten 52–71), Wrocław: ULS Academic Press.
- M. Gregorzewski, M. Schratz, C. Wiesner (2018). Exploring the Personal Mastery of Educational Leaders: FieldTransFormation360 and its Validation in the Austrian Leadership Academy, Center for Educational Policy Studies Journal, 8(3), S. 59–78.
- M. Schratz, J. F. Schwarz, T. Westfall-Greiter: Lernen als bildende Erfahrung. Vignetten in der Praxisforschung. Innsbruck-Wien-Bozen: StudienVerlag, 2012.
- M. Schratz, A. Paseka, I. Schrittesser (Hrsg.): Pädagogische Professionalität: quer denken – umdenken – neu denken. Impulse für next practice im Lehrerberuf. Wien: Facultas, 2011.
- M. Schratz, M. Hartmann, W. Schley: Schule wirksam leiten. Analyse innovativer Führung in der Praxis. Münster: Waxmann, 2010.
- M. Schratz, T. Westfall-Greiter: Schulqualität sichern und weiter entwickeln. Seelze: Klett-Kallmeyer, 2010.
- P. Fauser, M. Prenzel, M. Schratz: Was fur Schulen! Individualität und Vielfalt – Wege zur Schulqualität. Der Deutsche Schulpreis 2009. Seelze: Klett-Kallmeyer, 2010.
- O. Gassner, L. Kerger, M. Schratz (Hrsg.): The first ten years after Bologna. Bukarest: Editura Universității din București, 2010.
- M. Schratz, G. Halász u. a.: The Role of School Leadership in the Improvement of Learning. Budapest: Tempus Public Foundation, 2009.